# Deutsche Badmintonmeisterschaft 2000
Die Deutsche Badmintonmeisterschaft 2000 fand vom 3. bis zum 6. Februar 2000 in Bielefeld statt.

## Medaillengewinner
| Disziplin    | Gold                                                                      | Silber                                                                         | Bronze                                                                     |
| ------------ | ------------------------------------------------------------------------- | ------------------------------------------------------------------------------ | -------------------------------------------------------------------------- |
| Herreneinzel | Björn Joppien (FC Langenfeld)                                             | Oliver Pongratz (Berliner SC)                                                  | Jens Roch (PSV Ludwigshafen)                                               |
| Herreneinzel | Björn Joppien (FC Langenfeld)                                             | Oliver Pongratz (Berliner SC)                                                  | Mike Joppien (FC Langenfeld)                                               |
| Dameneinzel  | Katja Michalowsky (TuS Wiebelskirchen)                                    | Petra Overzier (TTC Brauweiler 1948)                                           | Heike Schönharting (SG Anspach)                                            |
| Dameneinzel  | Katja Michalowsky (TuS Wiebelskirchen)                                    | Petra Overzier (TTC Brauweiler 1948)                                           | Stefanie Müller (SV Fortuna Regensburg)                                    |
| Herrendoppel | Christian Mohr (FC Langenfeld) Joachim Tesche (TuS Wiebelskirchen)        | Björn Siegemund (SV Fortuna Regensburg) Michael Helber (SV Fortuna Regensburg) | Stephan Kuhl (SC Bayer 05 Uerdingen) Boris Reichel (SC Bayer 05 Uerdingen) |
| Herrendoppel | Christian Mohr (FC Langenfeld) Joachim Tesche (TuS Wiebelskirchen)        | Björn Siegemund (SV Fortuna Regensburg) Michael Helber (SV Fortuna Regensburg) | Ingo Kindervater (1. BC Beuel) Sebastian Ottrembka (TuS Wiebelskirchen)    |
| Damendoppel  | Anika Sietz (PSV Grün-Weiß Wiesbaden) Nicol Pitro (SV Fortuna Regensburg) | Karen Stechmann (FC Langenfeld) Anne Hönscheid (TTC Brauweiler 1948)           | Sandra Beißel (RTV/PSV Remscheid) Anja Weber (BC Eintracht Südring Berlin) |
| Damendoppel  | Anika Sietz (PSV Grün-Weiß Wiesbaden) Nicol Pitro (SV Fortuna Regensburg) | Karen Stechmann (FC Langenfeld) Anne Hönscheid (TTC Brauweiler 1948)           | Nicole Baldewein (Bottroper BG) Kathrin Piotrowski (Bottroper BG)          |
| Mixed        | Christian Mohr (FC Langenfeld) Anne Hönscheid (TTC Brauweiler 1948)       | Björn Siegemund (SV Fortuna Regensburg) Karen Stechmann (FC Langenfeld)        | Stephan Kuhl (SC Bayer 05 Uerdingen) Kerstin Ubben (VfL 93 Hamburg)        |
| Mixed        | Christian Mohr (FC Langenfeld) Anne Hönscheid (TTC Brauweiler 1948)       | Björn Siegemund (SV Fortuna Regensburg) Karen Stechmann (FC Langenfeld)        | Boris Reichel (SC Bayer 05 Uerdingen) Sandra Beißel (RTV/PSV Remscheid)    |